# Kylie Gauci
Kylie Gauci (nascida em 1 de janeiro de 1985) é uma atleta paralímpica australiana que compete na modalidade basquetebol em cadeira de rodas. Kylie conquistou a medalha de prata na Paralimpíada de Atenas, em 2004, e de Londres, em 2012, além de bronze em Pequim, em 2008, com a equipe nacional da mesma modalidade.

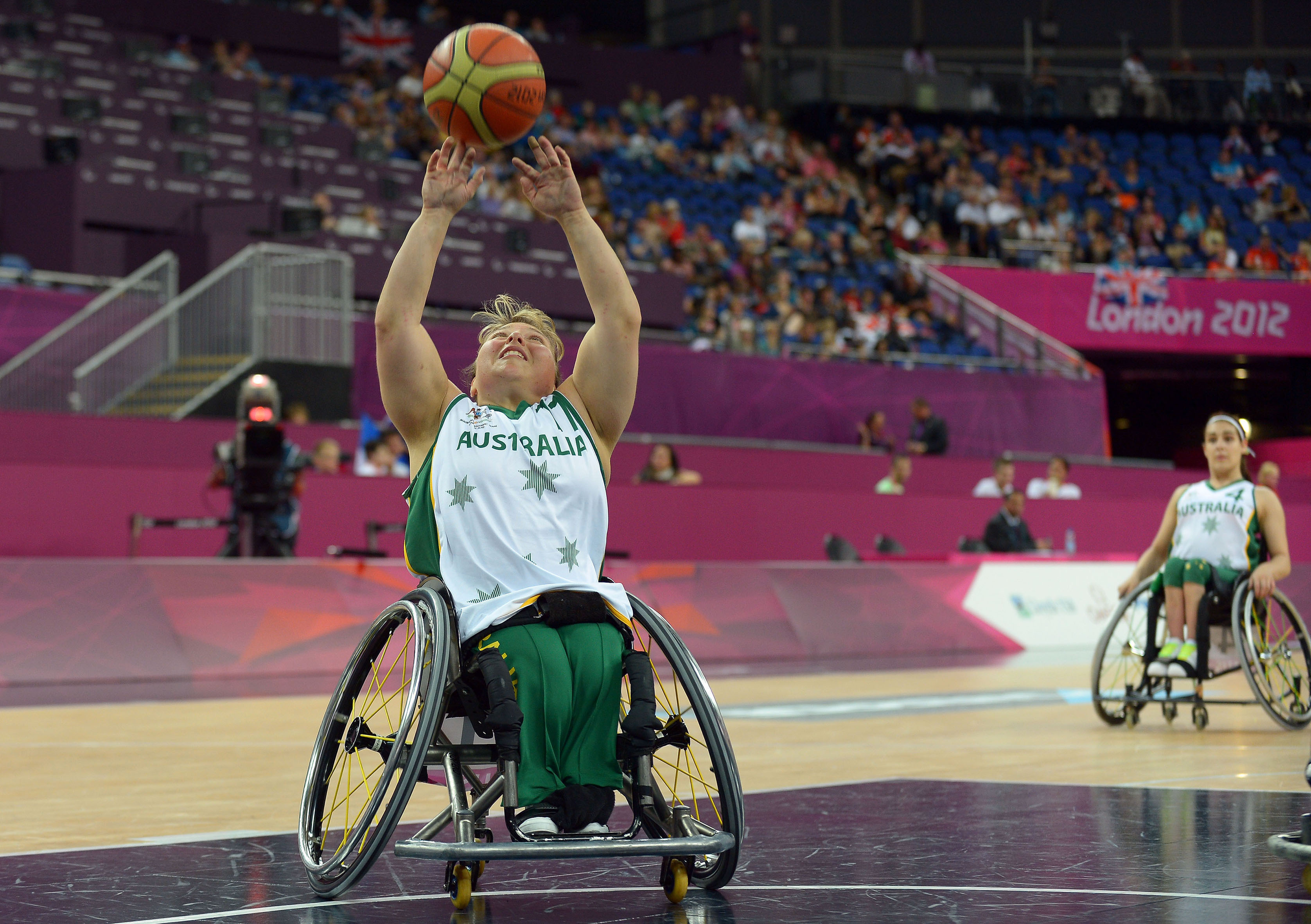
Kylie durante os Jogos Paralímpicos de Londres 2012.